# Burlövs Väl
Burlövs Väl (BV) var ett lokalt politiskt parti i Burlövs kommun. Partiet bildades 1998. I valet 2006 erhöll partiet 1 290 röster, vilket motsvarade 14,36 procent, och blev därmed kommunens tredje största efter Socialdemokraterna och Moderaterna. Partiet fick då sex mandat i  Burlöv kommunfullmäktige. Partiet samarbetade med Sverigedemokraterna på regional och nationell nivå. Partiledare var Lars-Anders Espert. Som logotyp använde man Ny demokratis tidigare logotyp, en tecknad variant av en gul smiley.
Sedan 2009 samarbetar BV med Sverigedemokraterna och inför valet  2010 ändrade partiet namn till Sverigedemokraterna/Burlövs Väl. Partiet fick 17,32 procent av rösterna i kommunvalet 2010, vilket gav sju mandat i kommunfullmäktige. Inför valet 2014 saknades namnet Burlövs Väl.

## Valresultat
| År   | Röster | %     | Mandat  |
| ---- | ------ | ----- | ------- |
| 1998 | –      | 6,61  | 3 av 41 |
| 2002 | 1 055  | 11,97 | 5 av 41 |
| 2006 | 1 290  | 14,36 | 6 av 41 |